# جائزة النمسا الكبرى 1970
جائزة النمسا الكبرى 1970 هو سباق فورمولا 1 أقيم بتاريخ 16 أغسطس 1970 في ستيفن سبيلبرغ، شتايرمارك، النمسا. كان التاسع من أصل 13 في بطولة العالم لسباقات الفورمولا واحد موسم 1970. حلّ البلجيكي جاكي إيكس أولا بينما جاء السويسري كلاي ريجاتسوني في المركز الثاني.